# جاك هيوز (لاعب هوكي الجليد)
جاك هيوز (بالإنجليزية: Jack Hughes)‏ هو لاعب هوكي الجليد أمريكي، ولد في 14 مايو 2001 في أورلاندو في الولايات المتحدة.

## وصلات خارجية
- جاك هيوز على موقع دوري الهوكي الوطني (الإنجليزية)
- جاك هيوز على موقع EliteProspects.com (الإنجليزية)
- جاك هيوز على موقع Eurohockey.com (الإنجليزية)
- جاك هيوز على موقع HockeyDB.com (الإنجليزية)
- جاك هيوز على موقع Hockey-Reference.com (الإنجليزية)